# البدلة المتنقلة جاندام سيد ديستني

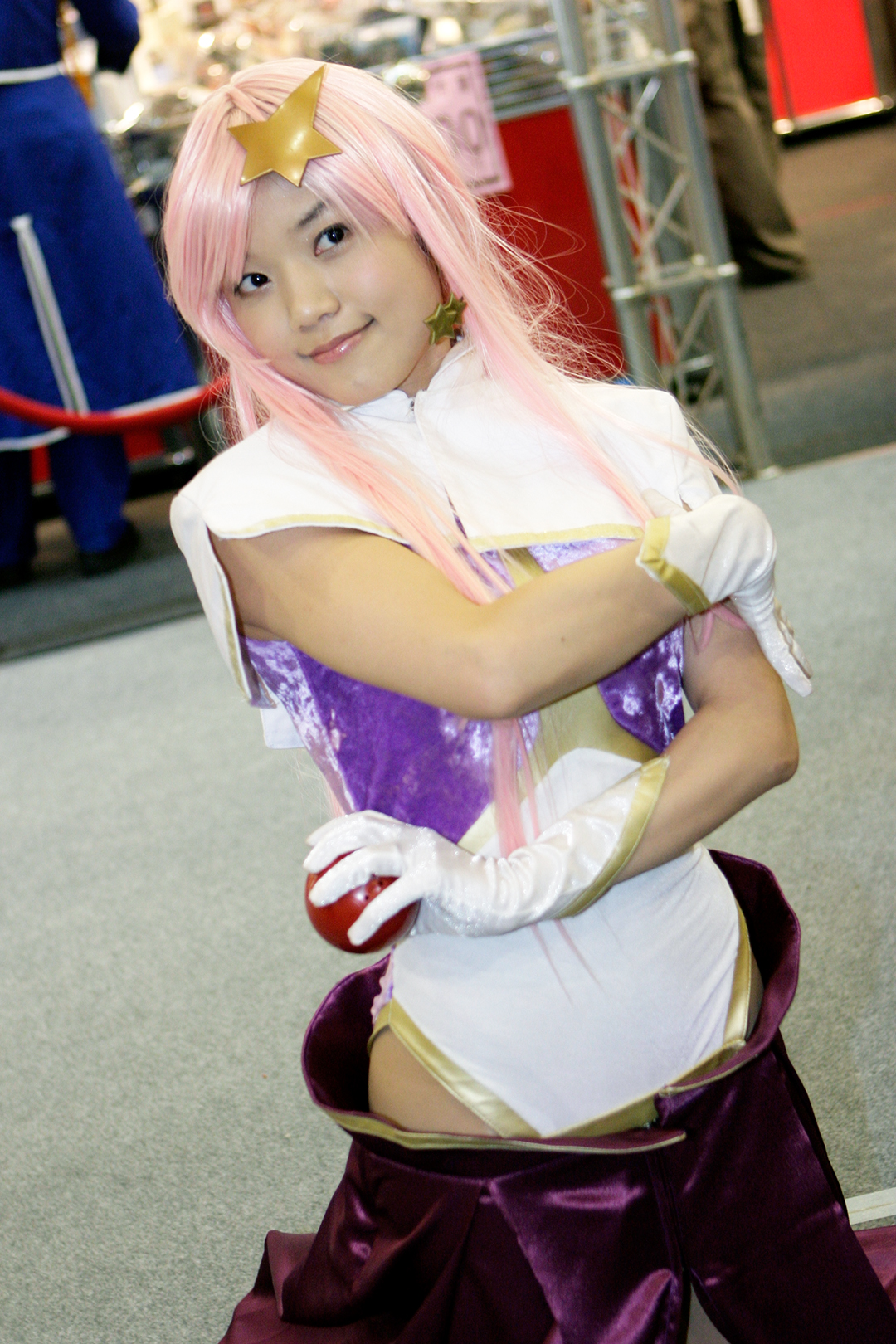

البدلة المتنقلة جاندام سيد ديستني (機動戦士ガンダムSEED DESTINY كيدو سنشي جاندامو شيدو دِستيني) هو مسلسل أنمي جاندام تم إنتاجه من قبل سنرايز في العام 2004 ويتكون من 50 حلقة.
هذه السلسلة عبارة عن تكملة لسلسلة البدلة المتنقلة جاندام سيد.

## القصة
تجري أحداث القصة بعد المعركة الدامية التي وقعت ف السنة الثانية والسبعون في التاريخ الكوني فتوقع القوات الأرضية وقوات زافت معاهدة سلام.
وتدور حول فتى فقد والديه وأخته في تلك الحرب فينتقل للعيش في منطقة الكواكب وينضم لجيشها جيش زافت وتنهار المعاهدة عندما يتحرك أحد الكواكب العملاقة في عمل تخريبي قام به بعض أفراد قوات زافت المنشقين فتدمر أغلب مناطق الأرض فتندلع الحرب وهنا يسعى أبطال المسلسل في وقف الحرب وإعادة السلام إلى المجرة.

## روابط خارجية
- البدلة المتنقلة جاندام سيد ديستني على موقع IMDb (الإنجليزية)
- البدلة المتنقلة جاندام سيد ديستني على موقع ميتاكريتيك (الإنجليزية)
- البدلة المتنقلة جاندام سيد ديستني على موقع كينوبويسك (الروسية)
- البدلة المتنقلة جاندام سيد ديستني على موقع ألو سيني (الفرنسية)
- البدلة المتنقلة جاندام سيد ديستني على موقع قاعدة بيانات الفيلم (الإنجليزية)
- البدلة المتنقلة جاندام سيد ديستني على موقع ANN anime (الإنجليزية)